# Labeo udaipurensis

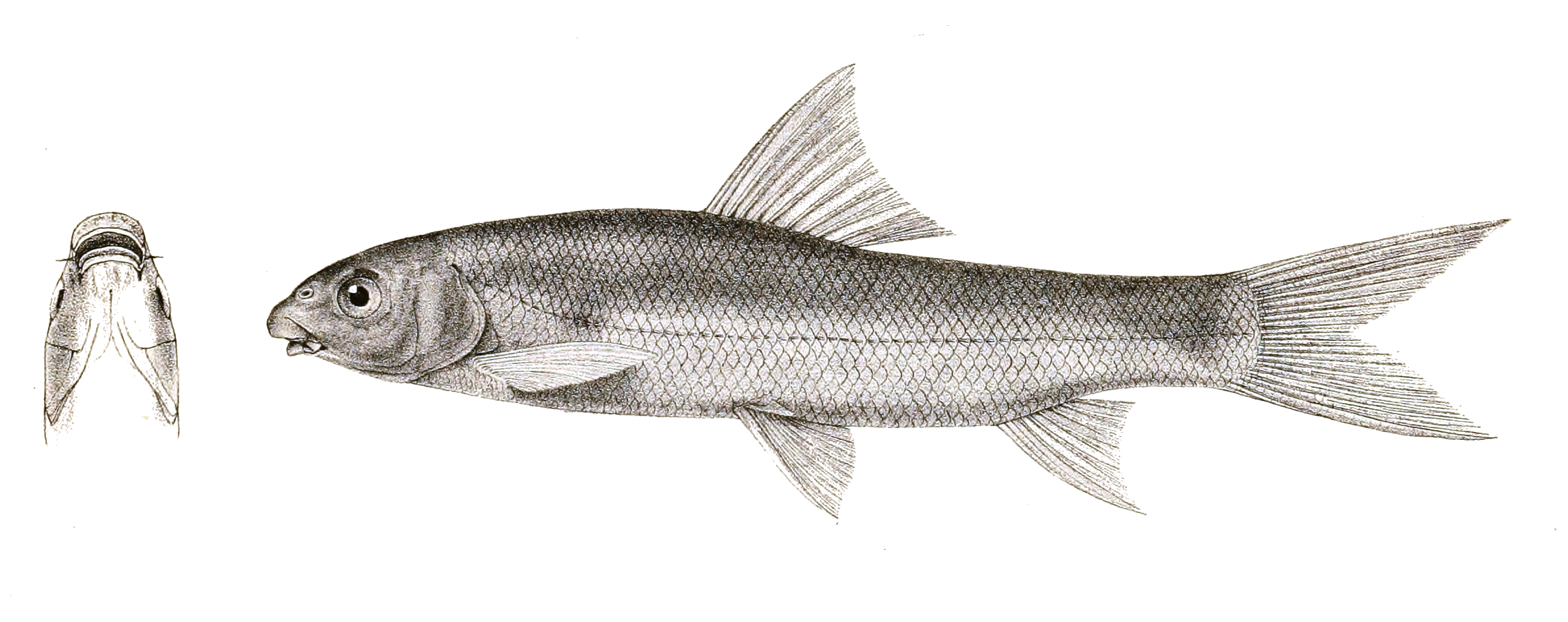
Imatge d'un especimen de Labeo udaipurensis.

Labeo udaipurensis és una espècie de peix cipriniforme de la família dels ciprínids que es troba a Udaipur (Rajasthan, Índia).